# Paolo Borsellino

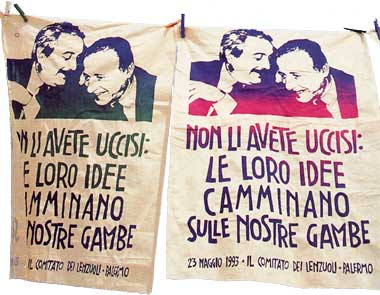
Giovanni Falcone (balra) és Borsellino (jobbra) a demonstrációs transzparenseken: „Nem gyilkoltátok meg őket, ideáik a mi lábunkon járnak (tovább)”

Paolo Borsellino (Palermo, 1940. január 19. – Palermo, 1992. július 19.) olasz bíró és „maffiavadász”.

## Élete

### Ifjúsága

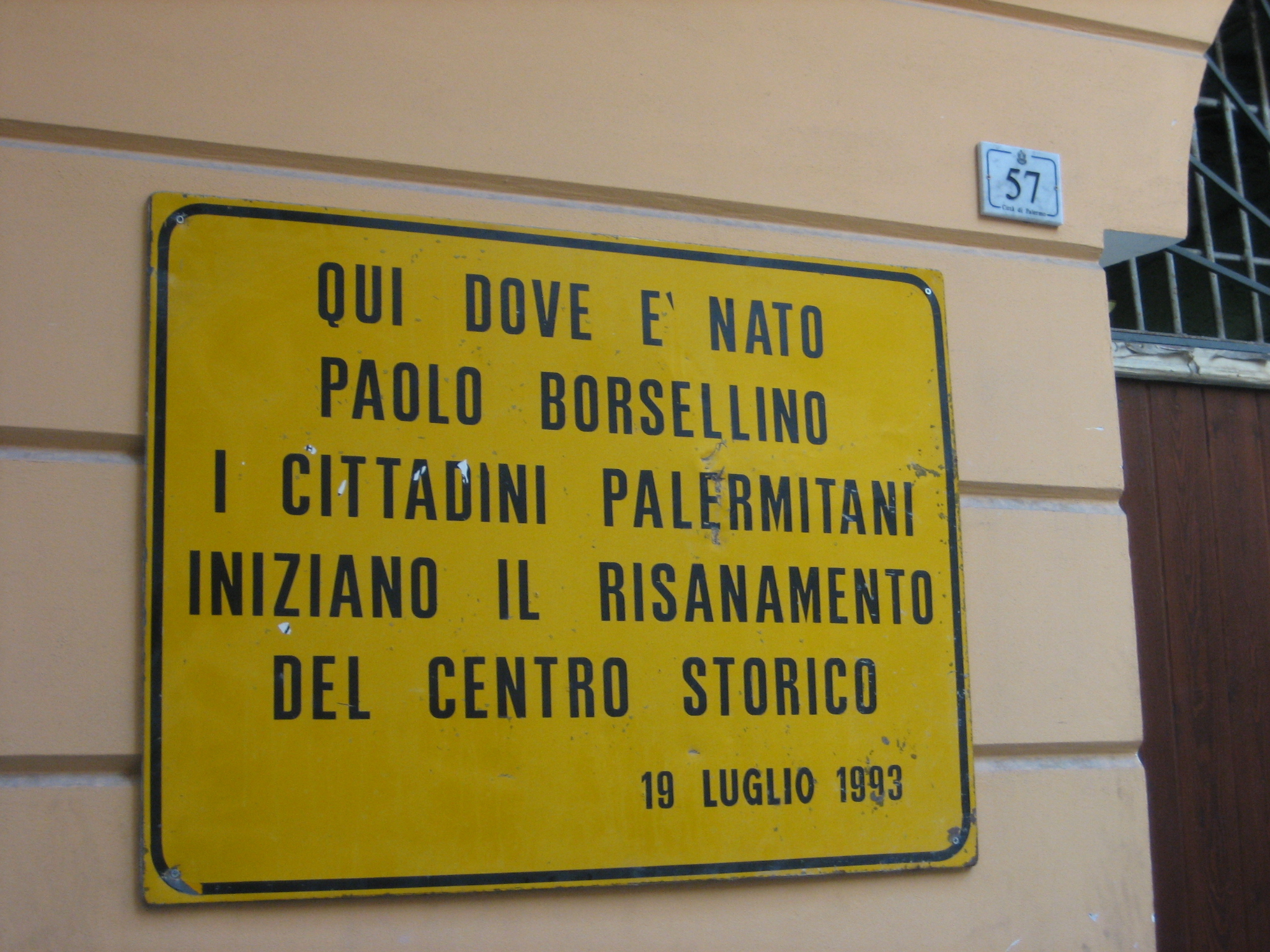
Palermói felirat: Itt, ahol Paolo Borsellino született, a palermói polgárok megkezdik a történelmi városközpont rendbetételét

Borsellino a palermói „Kalsa” negyedben született, ahol többek között Giovanni Falcone és Tommaso Buscetta is élt. Öt leánytestvére volt. Miután a Meli humángimnáziumban érettségi vizsgát tett, beiratkozott a Palermói Egyetemre, hogy jogot tanuljon. 1962. június 27-én, néhány nappal tanulmányai befejezése után édesapja, Diego meghalt. Borsellino addig vezette gyógyszertárát, amíg nővére, Rita be nem fejezte gyógyszerészeti tanulmányait.

### Bírói pályafutása
1963-ban Borsellino a palermói igazságügyi hatóság tagja, 1965-ben pedig az ennai polgári bíróság könyvvizsgálója, 1967-ben bíró lett Mazara del Vallóban, ahol 1968-ban megnősült. 1969-ben Monrealéba költözött, ahol a Karabélyosok hadteste kapitányával, Emanuele Basiléval dolgozott együtt. 1975-ben visszahelyezték Palermóba, és júliusban belépett az „ufficio istruzione affari penali”-ba (Bűnügyek Kivizsgáló Hivatala), a Legfelsőbb Igazságügyi Tanács bírája, Rocco Chinnici irányítása alatt.
1980-ban a Basilével folytatott nyomozásainak köszönhetően az első hat maffiózót letartóztatták. Basilét ugyanazon év májusában meggyilkolták, ami azt jelentette, hogy Borsellinót és családját attól kezdve folyamatosan őrizték. Ugyanebben az évben megalakult az Antimafia pool (egy ilyen poolban több nyomozóbíró együtt dolgozik a nyomozáson, közösen osztanak meg minden információt, ami azt jelenti, hogy nem vész el a tudás, ha meggyilkolják a pool tagját), amelyet Chinnicitől három bíró (Falcone, Borsellino, Barrile) és két biztos (Ninni Cassarà és Beppe Montana) vezetett. A pool minden tagja kifejezetten állami beavatkozást követelt, ami nem valósult meg.
1983. augusztus 4-én Rocco Chinnicit autóbombával meggyilkolták. Néhány nappal később Antonino Caponneto megérkezett Firenzéből, hogy átvegye a helyét az Antimafia poolban. A pool általános mozgósítást akart a maffia ellen. 1984-ben letartóztatták Vito Ciancimino maffiapolitikust, és Tommaso Buscetta úgy nevezett „pentito” (szó szerint: bűnbánó; a maffia árulója) vallotta be tettét. Don Masino, ahogy a maffiózók hívták, letartóztatták São Paulóban, Brazíliában, és kiadták Olaszországnak. Buscetta nagyon részletesen leírt egy maffiaszervezetet, amelyről addig keveset tudtak.
1985-ben a Cosa Nostra felügyelőit, Giuseppe Montana és Ninni Cassarà felügyelőket a Cosa Nostra néhány napon belül meggyilkolta. Falconét és Borsellinót családjukkal átszállították Asinara szigetén a szigorúan őrzött börtön panziójába, ahol elkezdték megírni a bizonyítékokat a Maxi-perhez, amelyben később több mint 300 ember halt meg. A maffiózókat elítélték.
1986.. december 19-én Borsellinót kinevezték Marsala ügyészének. A Palermóban maradt Falconéhoz fűződő jó kapcsolata révén egész Nyugat-Szicíliát le tudta fedni nyomozásaival.
1987-ben Caponnetto rossz egészségi állapota miatt elhagyta a poolt, és Falcone jelölése várható volt. A Legfelsőbb Bírói Tanács, a Consiglio Superiore della Magistratura (CSM) másként látta a dolgokat, és féltek attól, hogy ismét megszűnik a pool. Borsellino mindenhol beszámolt a palermói ügyészségen történt eseményekről, amivel fegyelmi eljárást kockáztatott.
Július 13-án Borsellino idézést kapott a CSM-től, és megismételte a vádakat, ezzel zavart keltve. Szeptember 14-én Antonino Melit nevezték ki a pool élére, hosszabb szolgálati ideje alapján. Borsellino visszatért Marsalába, ahol néhány fiatal bíróval együtt további vizsgálatokat folytatott. Azokban a napokban vita kezdődött egy az FBI mintájára működő nemzeti maffiaellenes szuperügynökség létrehozásáról. Falcone Rómába ment a Bűnügyi Igazgatóság élére, és szorgalmazta a Superprocura létrehozását.
Borsellino a palermói ügyészséghez való áthelyezését követelte, és ott is nevezték ki 1991. december 11-én. 1992. május 23-án a capaci merényletben meggyilkolták Giovanni Falconét, a feleségét, Francesca Morvillót, aki szintén a fiatalkorúak bíróságának bírája volt, valamint testőreiket, Antonio Montinarót, Vito Schifanit és Rocco di Cillót.

### A merénylet
1992. július 19-én, miután néhány barátjával együtt ebédelt, Borsellino kísérőivel a Via Mariano D'Amelióra ment, ahol édesanyja élt. Felrobbantottak egy Fiat 126-ost, amely az anyja lakása közelében parkolt, és meghalt Borsellino és testőrei: Emanuela Loi (az első olasz női testőr), Agostino Catalano, Vicenzo Li Muli, Walter Eddie Cusina és Claudio Traina. Antonio Vullo volt az egyetlen túlélő.
Borsellino halála nagy veszteséget okozott a maffia elleni harcban. Többek között állítólag „vörös naptára” elveszett a merénylet során, amely egy összeállítás volt az összes találkozóról és fontos információkról, amelyet mindig magánál hordott. Rita Borsellino, Borsellino nővére 2018. augusztus 15-én bekövetkezett haláláig vezető maffiaellenes aktivista volt.
Haláluk után Paolo Borsellino és Giovanni Falcone abban a kitüntetésben részesültek, hogy a palermói nemzetközi repülőtér a nevüket viseli, és a Falcone és Borsellino (2017) falfestménnyel is tisztelegnek emléküknek.

## Idézet
„Aki fél, minden nap meghal; aki nem fél, az csak egyszer hal meg.”

## Fordítás
- Ez a szócikk részben vagy egészben  a   Paolo Borsellino című német Wikipédia-szócikk ezen változatának fordításán alapul.  Az eredeti cikk szerkesztőit annak laptörténete sorolja fel. Ez a jelzés csupán a megfogalmazás eredetét és a szerzői jogokat jelzi, nem szolgál a cikkben szereplő információk forrásmegjelöléseként.